# Anaerotignum propionicum
Anaerotignum propionicum es una bacteria grampositiva del género Anaerotignum. Fue descrita en el año 2017. Conocida anteriormente como Clostridium propionicum. Su etimología hace referencia a ácido propiónico. Es anaerobia estricta, formadora de esporas y móvil por flagelación perítrica. Tiene un tamaño de 0,8 μm de ancho por 3 μm de largo. Forma colonias pequeñas, grisáceas y blancas translúcidas en agar PY4S. Temperatura óptima de crecimiento entre 28-37 °C. Catalasa negativa. Se ha aislado de lodo. 